# Lia Wälti
Lia Wälti (Langnau im Emmental, 19 april 1993) is een voetbalspeelster uit Zwitserland. Ze speelt als middenvelder voor Arsenal WFC in de Super League.

## Clubcarrière
In haar kindertijd speelde Wälti naast voetbal ook ijshockey. In 2022 begon ze op achtjarihge leeftijd met voetballen bij FC Langnau, een jongensteam gecoacht door haar vader. In 2007 voegde ze zich bij het Huttwill trainingscentrum en en half jaar later bij het Team Bern West. In 2009 maakte Wälti de overstap naar BSC Young Boys, waar ze een jaar deel uitmaakte van het jongens -16 team. Tegelijkertijd kwam ze voor FC Köniz uit in de Challenge League.
In 2009 voegde Wälti zich bij BSC YB Frauen, waarmee ze in 2011 kampioen werd van de Super League. Ook maakte ze dat seizoen haar debuut in de Champions League.

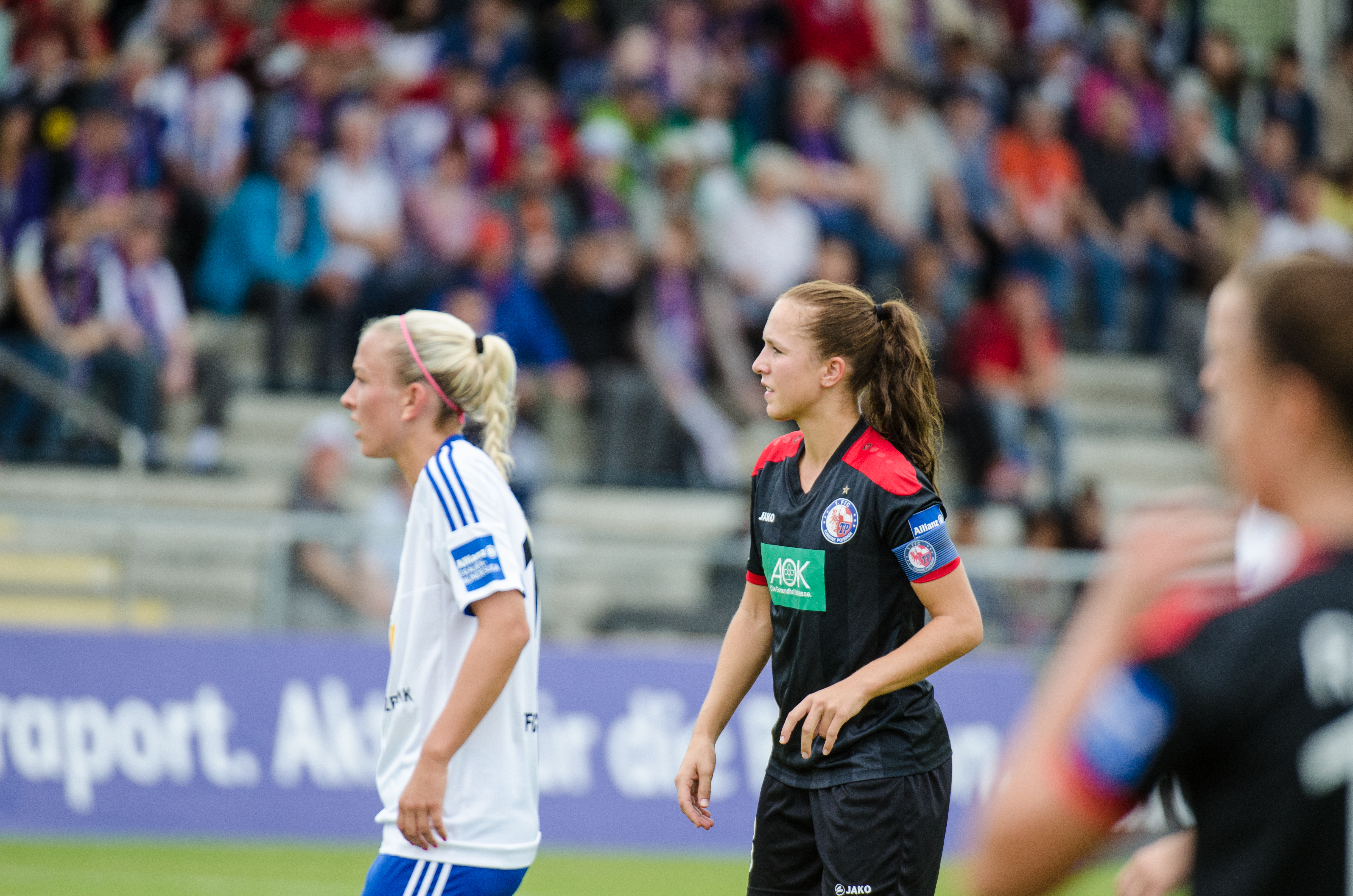
Lia Wälti bij Turbine Potsdam

In 2013 liet Wälti haar geboorteland achter zich en tekende ze een contract bij het Duitse 1. FFC Turbine Potsdam. In haar tweede seizoen werd ze tot aanvoerster benoemd. Wälti kwam tussen 2013 en 2018 tot 110 competitiewedstrijden in het shirt van Turbine Potsdam.
Na vijf jaar in Duitsland te hebben gevboetbald, tekende Wälti in juli 2018 een contract bij de Engelse topclub Arsenal WFC. Wälti was van doorslaggevend belang voor de Londense club in het seizoen 2018/19 waarin ze met de club kampioen werd, ondanks dat ze de helft van het seizoen moest missen van vanwege een kruisbandblessure die haar 9 maanden buitenspel hield. Wälti werd opgenomen in het elftal van het seizoen 2018/19 door de FA. Op 13 december 2019 tekende Wälti een nieuwe langdurige verbintenis bij Arsenal.

## Statistieken
| Seizoen | Club                   | Land      | Competitie   | Wedstrijden | Doelpunten |
| ------- | ---------------------- | --------- | ------------ | ----------- | ---------- |
| 2013/14 | 1. FFC Turbine Potsdam | Duitsland | Bundesliga   | 19          | 0          |
| 2014/15 | 1. FFC Turbine Potsdam | Duitsland | Bundesliga   | 20          | 2          |
| 2015/16 | 1. FFC Turbine Potsdam | Duitsland | Bundesliga   | 22          | 3          |
| 2016/17 | 1. FFC Turbine Potsdam | Duitsland | Bundesliga   | 15          | 2          |
| 2017/18 | 1. FFC Turbine Potsdam | Duitsland | Bundesliga   | 22          | 0          |
| 2018/19 | Arsenal WFC            | Engeland  | Super League | 12          | 0          |
| 2019/20 | Arsenal WFC            | Engeland  | Super League | 10          | 0          |
| 2020/21 | Arsenal WFC            | Engeland  | Super League | 20          | 0          |
| 2021/22 | Arsenal WFC            | Engeland  | Super League | 20          | 0          |
| 2022/23 | Arsenal WFC            | Engeland  | Super League | 17          | 1          |
| 2023/24 | Arsenal WFC            | Engeland  | Super League | 13          | 0          |
| 2024/25 | Arsenal WFC            | Engeland  | Super League | 12          | 0          |
| Totaal  | Totaal                 | Totaal    | Totaal       | 204         | 8          |

Laatste update: 5 maart 2025

## Interlandcarrière
Wälti maakte haar debuut voor het Zwitserse nationale team in een wedstrijd tegen Schotland op 21 augustus 2011. Vier jaar later trad ze met haar land aan op het WK 2015, waarin Zwitserland mede door een 10-1 overwinning op Ecuador zich wist te plaatsen voor de knock-outfase. Wälti was opnieuw van de partij in de Zwitserse selectie op het EK 2017 in Nederland, waarin ze met haar land niet voorbij de groepsfase wist te geraken. In 2019 werd Wälti, na het afscheid van Lara Dickenmann als Zwitsers international, benoemd tot nieuwe aanvoerster. Op het EK 2022 waren Wälti en haar land opnieuw van de partij, waarin opnieuw de groepsfase het eindstation was na een 1-4 nederlaag tegen Nederland.
In 2023 mocht Wälti met Zwitserland aantreden op het WK 2023. Zwitserland wist de achtste finales te halen waarin Spanje met 1-5 te sterk was. Wälti kwam alle wedstrijden van Zwitserland in actie op dit eindtoernooi.